# Ismaïl Mansouri
Ismaïl Mansouri (sinh ngày 12 tháng 3 năm 1988 ở Sour El-Ghozlane) là một cầu thủ bóng đá người Algérie thi đấu ở vị trí thủ môn cho USM Alger ở Giải bóng đá hạng nhất quốc gia Algérie.

## Sự nghiệp câu lạc bộ
Ngày 2 tháng 10 năm 2010, Mansouri ra mắt cho USM Alger trong trận đấu tại giải vô địch trước MC Saïda.

## Danh hiệu

### Câu lạc bộ
USM Alger
- Giải bóng đá hạng nhất quốc gia Algérie (2): 2013-14, 2015-16
- Cúp bóng đá Algérie (1): 2013
- Siêu cúp bóng đá Algérie (2): 2013, 2016
- Cúp câu lạc bộ UAFA (1): 2013

MO Béjaïa
- Cúp bóng đá Algérie: 2015